# 旧姓と既婚者の名前
この項は旧姓と既婚者の名前（きゅうせいときこんしゃのなまえ、英: Maiden and married names）についての解説。
人（伝統的には多くの文化で妻）が配偶者の姓（ファミリーネーム）を名乗ることにする（自分の姓に採用する）場合、一部の国では、それが元の姓 (日本語では「旧姓」と言われ、英語圏で妻の場合は '''maiden name'''と呼ばれ、英語圏で性別に中性な用法あるいは男性に対する言い方としては"birth name"という語が使われる) を置き換えることになる。
そして結婚後の姓は''married name''と言われ、結婚によって人が使うようになる姓（ファミリーネーム）である。

## 解説
一部の国や地域の司法では、名前の変更には法的なプロセスが必要である。結婚あるいは離婚のときには、名前を変更する際の法的な面が簡素化されるか、あるいは含まれてしまうことがある。その場合、結婚あるいは離婚の法的なプロセスの一部に、新しい名前となることが含まれる。伝統的に、西洋の英語圏では、女性は結婚により姓を変える比率が男性よりも遥かに高い。しかし、男性が姓を変える場合もある（同性婚も場合も含めて）。
この記事では、特に断りがなければ、父系制の姓について記述し、母系制について記述する際はその旨明記する。

## 英語圏
女性側が結婚時に姓を変えるということが広く行われている慣行であるため、結婚の法的なプロセスに含まれてしまっており、通常、さほど難しいことではない。
結婚した場所の法令に、結婚により名が変更すると明記されていない場合（英語圏では基本的に戸籍制度はないため、つまりは結婚証明書が新しい名前を示さない場合）、そのような名の変更は、人がコモンロー上で持っている名前を変える権利に由来するものであると、裁判所は公式に認めている。
米国でコモンローの下で（判例により使用が認められた名前は、公的に使えることとなるような法制度において）、いくつかの初期の判例では、女性に対して夫の姓となるように求めている。 しかし後の裁判では、覆されている。 現在では、米国の女性は結婚で姓を変える法的義務はない。判例 Lindon v. First National Bank, 10 F. 894 (W.D. Pa. 1882)は、コモンローでの名前変更を含む連邦裁判所の判例として、非常に初期のものである。夫の旧姓以外の姓を名乗ることにした女性が、相続について権利を主張した例がある。裁判所は彼女の主張を認めた。この判決により色々なことが影響を受けた。コモンローでは、誰でも合法的に名前を変更でき、その名前で知られ、認識されることができる。さらにまた、人は、自分のものとして選んだ新しい名前によって、いかなる種類の契約関係を持つこともできる。例えば雇用 (参照：判例 Coppage v. Kansas 236 U.S. 1) であったり、あるいは法廷において新しい名前で識別されることもできる。
1967年の判例Erie Exchange v. Lane, 246 Md. 55 において、メリーランド州の上訴審では、結婚した女性は合法的に本名ではない名前を使用でき、それが旧姓や法律上の夫の名前でなくても、法的なプロセスは不要であるとした。
一方で、男性は姓を変えることに、より困難がある。米国では、８つの州のみが、結婚のプロセスの一部として男性が公式に名を変える手続きを具えており、他の州では、男性は法廷に申し立てをするか、あるいは可能であれば名前を変えても法的な手続きをせずに、行政にはときに認められない場合がある状況を選ぶことになる。

### 共通の選択肢

#### 夫の姓を使う
過去においては、イングランドの女性は普通、結婚後は夫の姓を名乗っていた。かつてのカバーチャー主義の法制の下では、たいていは強制されていた。今日のイギリスでも夫の姓を名乗ることが普通の習慣となっている（名前を変更しなければならないと明記している法律は存在しないのだが）。他の国、オーストラリア、ニュージーランド、パキスタン、ジブラルタル、フォークランド諸島、インド、フィリピンや、またカナダの英語圏および米国でも同様である。
インドの一部の地域／コミュニティでは、配偶者と子供は、父親の名前（ファーストネームあるいは正式な名前）を名乗る。
しばしば、名前を変える（受け入れる）ケースで興味深いデータが見られ、姓についてもそれがある。マサチューセッツ州 Harvard study の2004年の調査では、大学教育を受けた女性の87%が結婚で夫の姓になっており、1975年の90%超をピークに減少しているが、1990年の80%からは上昇している。同様の別の調査では、大学卒の女性はそうでない女性と比べて（年齢によって）2から4倍、姓を変えない傾向がある、とされる。
16世紀頃のスコットランド低地地方では、結婚した女性は姓を変えなかったが、今日ではそうするのが普通になっている。
普通、そのような結婚をした夫婦の子供は、父親の姓を与えられる。（主に米国の）いくつかの家族は、子供のうちの一人は母親の旧姓をミドルネームとして用いるという伝統がある。フランクリン・ルーズベルト はその例である。 あるいは、ファーストネームとして受け継ぐ場合もある。イザムバード・キングダム・ブルネルはブリテンでの例である。元フロリダ州知事であり元上院議員である Spessard Holland,は、母親の元の姓名がVirginia Spessardであり、これもそうした例となっている。

#### 生まれたときの姓を維持すること
女性が結婚後も旧姓を維持する場合、いくつかの理由がある：
- 変える理由がない、男性が変える理由がないのと同様に
- 伝統の一方向性への異議
- 旧姓の最後のメンバーである
- 性を変えた場合の事務手続きを避けるため
- アイデンティティを維持したいから
- 自分の姓のほうが好きだから
- 専門的な派生事項を避けるため[11]

米国の（婦人）参政権拡張論者で（奴隷）廃止論者である ルーシー・ストーン (1818–1893) は、女性の権利に関する活動の一つとして、結婚後も旧姓を維持する権利を国の問題として広めた。彼女自信も姓を変えなかった。旧姓を維持することを選ぶ女性は"Lucy Stoners"と呼ばれた 。1879年、ボストンの女性は学校の選挙で選挙権を許された。Stoneは投票の登録を行った。しかし役人は、彼女の夫の姓である「ブラックウェル」をサインに追加しなければ、彼女の投票を許さなかった。彼女は拒否したため、結局投票できなかった。彼女は法廷に訴えることはしなかった。
彼女にちなんで命名されたルーシー・ストーン同盟（Lucy Stone League）は、1921年にRuth Haleにより創立された。これは、女性が結婚後も旧姓を維持し、法的に使用するできるようにすることを目指した、最初の団体である。ルース・ヘイルは、結婚した女性を本人が選んだ名前で認めない政府の指示についてすべて、連邦裁判所に訴訟を起こした。 1921年5月にヘイルは、結婚後の名字ではなく旧姓のMrs. Heywood Broun で発行された不動産権利を得た。
1925年にDoris Fleischman は彼女自身の名前でパスポートを受けた米国で初めての女性となった 。しかし、1930年台前半にルーシー・ストーン同盟（Lucy Stone League）は活動を停止した。
判例People ex rel. Rago v. Lipsky, 63 N.E.2d 642 (Ill. 1945)において、イリノイ州の控訴裁判所、最初の地方裁判所は、結婚した女性に、生まれたときの名字の選挙登録を維持することを認めなかった。理由は、「英語圏におけるコモンローの古くからの慣習、方針、ルールとして、 女性の名前は結婚により変わり、夫の名字が法的な名字となる」ということだった。
1950年、 Jane Grant と22人の初期メンバーはLucy Stone Leagueを再開した。その最初の会合は 1950/3/22にニューヨーク・シティで開催された。彼女はすぐに、結婚後の女性が元の姓を公式にあるいは調査に対する本名として使える、という、アメリカ合衆国国勢調査局の合意を得た(The New York Times, 10 April 1950)。
1950年台と1960年台には、この連盟の活動はアメリカ合衆国における女性差別のすべてに広がった全米女性同盟（National Organization for Women）の先駆けとなった。
判例State ex rel. Krupa v. Green, 177 N.E.2d 616 (Ohio 1961)では、オハイオ州控訴裁判所は結婚後の女性が選挙登録を、婚前からよく知られていて公然と専らに使っている旧姓で行うことを認めた。また公職の候補者として使えるとも、認めた。
1972年には、判例Stuart v. Board of Elections, 266 Md. 440, 446 において、 妻が旧姓で選挙登録できるかについて、 メリーランド州控訴裁判所は、「結婚後の女性について、結婚後も本人が一貫して不正としてではなく旧姓を使う明確な意思を明示した場合は、夫の姓とはならない」とした。
1970年台、Olympia Brown連盟は、女性の名前の権利を支援するためにミルウォーキーで設立された。これは姓を維持したい女性に対する法廷での判断に応じたものである。Olympia Brown は、1873年の結婚後も、姓を維持した女性である。
特に、Kruzel v. Podell (1975)裁判における判決で、ウィスコンシン州の最高裁判所は、女性は結婚後、夫の姓を慣習として使うことにより夫の姓となるとしたが、一方でそう強制している法律はない、とした。
1975年には、Dunn v. Palermo裁判において、テネシー州最高裁判所は「この管轄では、女性は結婚後、選択の自由がある。旧姓を選ぶこともできれば、夫の姓を選ぶこともできる。選択は本人に委ねられる。人の法的な姓は誕生時に与えられるもので、結婚においてその意思があれば変わる。あるいはテネシー州のコンスティチューションおよび法律の下で、アファーマティブ・アクションにより変更される。個人の名前について、一貫性がある限り、また所定の方法で変更されていない場合、また不正なあるいは法的に許されない意図がない限り、州は法的に関与しない。」とした。
Lucy Stone League の新しい活動は1997年に始まり、再び名前の平等に注力している。
今日では、米国の女性は法律の強制で名前を変える必要はない。

#### 両方の名前の併用 （ハイフンによる連結）
米国とカナダでは、旧姓と夫の姓を連結して使うことは一般的ではない。しかし例はある。米国上院議員の Cindy Hyde-Smith、同じく女性下院議員 Sheila Cherfilus-McCormickおよびMariannette Miller-Meeks、元女性下院議員のLucille Roybal-Allard、 イリアナ・ロス・レイティネン、Debbie Mucarsel-Powellなどがそのれ例である。元大統領のバラク・オバマの唯一の父親の異なるきょうだいであるマヤ・ストロは元はMaya Soetoroであった。ファラ・フォーセットはリー・メジャースと結婚しFarrah Fawcett-Majorsとして知られていたが、1979に離婚して変わった。Shirley Phelps-Roperはかつて結婚前ははShirley Phelpsとして知られていた。 活動家のRuby Doris Smith-Robinsonは結婚前はRuby Doris Smitとして知られていた。

#### 名前の混合
連結よりもさらに稀であるが、結婚して名前を混合する事例は増加傾向である 。これは、二つの名前の一部を結合することを意味する。一例は、Dawn O'Porterである。

#### ミドルネームに旧姓を使うこと
例としてエイミー・コニー・バレット, マリアン・トランプ・バリー, Vera Cahalan Bushfield, Marguerite Stitt Church, ヒラリー・クリントン（Hillary Rodham Clinton） (2007年に旧姓を落とした), ルース・ベイダー・キンズバーグ, Katherine Gudger Langley, Ruth Hanna McCormick, ネル・ウィルソン・レーガン, Edith Nourse Rogers, サラ・ハッカビー・サンダース, デビー・ワッサーマン・シュルツ, Margaret Chase Smith, ジェイダ・ピンケット・スミスがある。 それぞれの結婚期間において、キム・カーダシアン およびロビン・ライトはKim Kardashian West (カニエ・ウェストから)およびRobin Wright Penn (ショーン・ペンから)として知られていた。政治家のニッキー・ヘイリーは、ときにNikki R. Haleyとして知られていたが、 その"R"は誕生時の姓であるRandhawaの略であった。

#### ミドルネームに夫の姓を使う
例としてMarie Gluesenkamp Perezがある。

#### ミドルネームに妻の姓を使う
この例としてBrooklyn Peltz Beckhamやジョン・レノン（John Ono Lennon）がある。英国の作家ニール・ゲイマンが米国の音楽家であるAmanda Palmerと結婚した際、彼は妻のミドルネームを彼のものに付加したため、 Neil Richard MacKinnon Gaimanとなった。

### 子供
米国では、いくつかの州または地域では子供に許される姓に法的な制限がある。テネシー州では州法の規定で「両親に署名された合意の宣誓書」がある場合のみ、子供の姓に父親の姓を含まないことを許している 。

### 男性が結婚で姓を変えることに関する訴訟と法律
2007年にMichael Buday と Diana Bijonはアメリカ自由人権協会 に協力を求め、カリフォルニア州に対して差別について訴訟を起こした。 協会によると、夫が妻の側の姓になろうとしたが困難があり、それはアメリカ合衆国憲法修正第14条にある平等保護条項に反するとのものだった。 訴訟時点では、 ジョージア州、ハワイ州、アイオワ州、マサチューセッツ州、ニューヨーク州、ノースダコタ州は、明確に、男性に女性同様に姓を変えることを認めていた。この訴訟の結果、Name Equality Act of 2007が成立し、2009年に施行され、どちらの姓も結婚の認可を姓の変更の手段にできるようになった。

### フェミニズムと個人名の維持
ルーシー・ストーンはフェミニストであり、その米国での権利活動の一つとして、女性が結婚後も姓を変えない権利について国の課題とした。彼女の功績により、夫の姓を選ばない女性は"Lucy Stoners"と呼ばれた。
フェミニストのエリザベス・キャディ・スタントン は夫の姓を自身の姓の一部に使い、Elizabeth Cady Stanton or Eと署名した。しかし彼女は、Henry B. Stanton夫人と呼ばれることを拒否した。彼女は1847年に、「女性を〇〇夫人と呼んだり、有色人種をSambo やZip Coon と呼ぶのは、白人男性がすべての君主であるという原則に沿ったものだ。」と書いた。後に、1860年にニューヨーク州議会の司法委員会で「奴隷の訴え」と呼ばれる演説を行い、「奴隷は名前を持たない。ダグラスの黒人であったり、ブルックスの黒人であったりするが、たまたま、そう呼ばれるだけだ。女性は名前を持たない。誰の夫人であるかで、リチャード・ロー夫人であったり、ジョン・ドー夫人であったりする。たまたま、そう呼ばれる。」と述べた。
フェミニストの Jane Grantは、The New Yorkerの共同創設者であり、結婚後も姓を維持する努力に関して彼女自身のこと、さらに他の女性の経験について、1943年に著述した。これには軍、パスポート、投票、事業に関連する内容が含まれていた。
最近では、フェミニストの Jill Filipovicによる、女性が結婚で性を変えることへの抵抗についての著述が、2013年の''The Guardian'' as "Why should married women change their names? Let men change theirs"にある。Deborah Applemanの''Critical Encounters in Secondary English: Teaching Literacy Theory to Adolescents'' (2014)において、social construction of gender の理論に関する推奨文献として引用された Filipovicは2018に結婚したが、姓を維持した。

### 秘密の質問に使うこと
母親の旧姓は、銀行での秘密の質問 に1980年代から普通に使われている。

## カナダ
カナダではおおむね、詐欺目的でない限り、パートナーのどちらも、結婚後に配偶者の姓を非公式に帯びる。いくつかの地域でのコモンロー上の婚姻を行った人々も同様である。多くの地域では、これは法的な名前の変更とは考えらていないが、ブリティッシュ・コロンビアは例外である。連邦に関する用途、例えばパスポートについて、カナダ人は、コモンローでの関係であれば、パートナーの姓を帯びる。ブリティッシュ・コロンビアでは、結婚後に結合した姓を使いたい場合、法的な変更を経る必要がある。結婚証明書が新しい名前の証明書となる。
1981年までのケベック州の習慣は、フランスと同じだった。女性は日常生活では夫の姓となる伝統だったが、法的には旧姓のままとなっていた。 1981年に地域の性的平等を促進を意図した法が通過するまでは、 Québec Charter of Rights, にあるように、個人の名前の変更は登記官の許可か法廷の許可が必要だった。結婚で姓を変えようとする新婚カップルは、他の理由での名前変更と同じ手続きを採る必要があった。登記官は次の条件で許可した。
1. 通常用いる名前が出生照明の名前に一致しない、か
2. 外国由来の名前、あるいは元の形での筆記や発音が困難である、か
3. 不名誉なあるいは嘲笑を招く名前[54]

この法律では、結婚しただけで直ちに女性が名前を変えられる、というものではなかった。列挙された理由の中には、ないので。

## スペイン語圏
配偶者はオリジナルの姓を維持する。スペインの名前の伝統では、個人の名前は、（単純なあるいは複合の）given name (の後に二つのファミリーネーム（姓）が続く。父親の姓と母親の姓である。子供は、両親の第一の姓を採る。例えば、"José Gómez Hevia" と "María Reyes García" が "Andrés" という子供をもうけると、その名前は "Andrés Gómez Reyes"となる。
スペインの1981年11月の法律（同年成立）では、子供が18歳に達すると、両親どちらの姓を第一の姓とするかを選ぶ権利が生じる。選ばなければデフォルトでは父親の姓が第一の姓となる。
またスペインでは1995年の法改正で、両親が子供の姓について、どちらを第一にするか選べるようになった。ただし、すべての子供について同じでなければならない。例えば、次の二つのいずれかを選べるということである。上述の例では"Andrés Gómez Reyes" もしくは "Andrés Reyes Gómez"となる。
新大陸のスペイン系の国のいくつかでは、伝統的に、女性が夫の第一の姓を彼女の姓の後に付けるが、非公式なものであり、手紙やアナウンスのような社会的用途に使われる。カップルは例えば次のように自己紹介する：「José Gómez Hevia and María Reyes de Gómez」。また公式な場では、妻が夫の第一の姓を"señora de "の後に付けるのが普通である。

## ポルトガル語圏
妻は通常、配偶者の姓を名乗るが、最近では旧姓を維持する傾向がある。ポルトガルの名前付けの習慣に従うと、個人の名前は、（単純なあるいは複合の）個人名（given name）の後に二つのファミリーネーム（姓）が続く。父親の姓と母親の姓である。子供は、両親の第二の姓を採る。

## ヨーロッパの他の国々

### オーストリア
オーストリアでは、2013年4月1日から結婚しても女性の名前は自動的には変わらない。法的な手続きをしなければ名前は変わらない。それ以前は、結婚した女性の名前は夫の姓に変わるのがデフォルトだった。対象外となる手続きをしない限り。

### フランス
フランスでは、2011年に結婚した男性が妻の名前を使用することについての問題に対して行政判断をし、 また2013年の訴訟の結果、結婚した個人は誰でも、配偶者の名前を自身の名前と置換あるいは複合して通称として公式に用いることができる 。これ以前は、結婚した女性は日常生活では夫の名前を普通に使っていたが、法的に認められたものではなかった。
通称は、出生証明書に書かれた姓を置き換えるものではない。
2002年3月4日から2009年12月4日まで、両親両方のの名前を与えられた子供は、(ex: Dupont--Clairemont)のように二つのダッシュで二つを区切る必要があった。2009年12月4日に、 国務院 はダッシュではなくスペースで良いとした。その結果、ファミリーネームを尋ねるフォームは、("''1ère partie'': ..... ", "''2e partie'': ...."のように)二行でとなった。

### ドイツ
ドイツでは、1977年から、女性が夫の姓を採るか、あるいは夫が妻の姓を採用する。一人が両方の姓を結合した名前を用いることもある。残った一つの名前はファミリーネーム(de:Ehename)であり、子供の姓となる。もし、男性も女性も婚礼の後も（二つを結合した姓を用いずに）下の名前を維持すると決めた場合、彼らはいずれかの名前をファミリーネームと宣言するだろう。結合した名前はファミリーネームにはできないが、2005年からは、一人が既にダブルネームを持っていた場合は、ダブルネームをファミリーネームとして使うこと、かつパートナーがその名前を採ることが可能になり。ダブルネームはその場合ハイフンで区切ったものとなる。すべての家族がそのダブルネームを使わなければならない。

### ギリシャ
1983年から、ギリシャは新しい婚姻法を採用し、配偶者間の性の平等が保証された。 ギリシャの女性は生涯にわたって生まれたときの名前を維持することを求められている。

### イタリア
配偶者はオリジナルの姓を維持する。Italian Civil Code (article 143 bis)により、女性は結婚しても姓を維持し、オプションで夫の姓をその後に付けることもできる。しかし、新郎新婦は自分たちの地域で姓を変更することを要求できる。

### オランダ
オランダで結婚した者あるいはパートナーシップ登録した者は、生まれたときの名前で登録され続ける。しかし、パートナーの姓あるいは結合した姓を社会的用途に使うことは許されている。またthe Municipal Basis Administration (Gemeentelijke Basis Administratie)に希望を登録することで、社会の中でどう呼ばれたいかを示すこともできる。希望できる選択肢は、元の名前、パートナーの名前、ハイフンでパートナーの名前を後に付けたもの、逆にパートナーの名前の後にハイフンで自分の名前を付けたもの、がある。男性も女性もこの希望登録制度を利用できる。そのような場合、ハイフンに続く旧姓は名詞の場合に一つの大文字を使う。van や de のような接辞の場合は小文字となる。これは姓は単独では大文字となるという一般的なルールの例外となる。もし二人が別れた場合、そのまま元パートナーの姓を使うことは可能であるが、もし相手が同意せず法廷にその禁止を求めた場合には使えない。
第一子の誕生もしくは養子縁組までは、結婚している両親は子供の姓を父母いずれかに（両方ではない）選んで決めることができる。デフォルトでは子供は父親の姓で生まれる。第二子以降は同じ姓となる。結婚していない両親の子供は、特に希望が明示されなければ母親の姓を持つ。

### ロシア
全てではないものの慣行としては、新たに結婚した女性は夫の姓を採る。 しかし、ロシアはコモンローの国ではなく、それゆえ、名前の変更はいかなる場合も登記申請を含む手続きが必要である。同じ登録官が結婚の記録も扱い、簡便さのために結婚の手続きに合わせて行われることが多い。Federal Law #143-FZ "On Civil State Acts"に規定されている。結婚証明書には一つの共通の姓とするか、または両配偶者が元の姓を維持するかの、選択肢がある。 
しかしこの法律は性について中立であり、どちらの姓でも選べる。夫が妻の姓を採ることは一般的ではないが、ないわけではなく、社会的な問題はあっても軽微である。また全く違う姓を選ぶこともできる。また結合した姓を用いる権利も認められている。配偶者のいずれも、別れる際に元の姓に戻ることを求めることも可能である。 

### トルコ
2014年からトルコ女性は生まれたときの名前を生涯維持し夫の名前を用いなくとも良くなった。 以前は民法の187条で、結婚した女性は夫の姓を用いることが求められた。そうでなければ、結婚の担当公務員か市民登録の担当公務員に書面で申請して、夫の名前の前に生まれたときの名前を置いた。2014年に憲法裁判所が、結婚した女性が元の姓を維持できないのは権利を侵害するものだと判断したためである。

## アジア諸国

### 中国
伝統的に、西洋と異なり、結婚した女性は名前を変えずに維持する。 大陸では、結婚に関する法律では、子供はどちらの親の姓でも受け継げるとなってはいるが、通常、父親の姓を受け継ぐ。一方で、同じ両親に生まれた二人の子供が別の姓（一方が父親の、他方が母親の）を名乗ることも普通である。より稀ではあるが、子供が両親の姓を結合した姓となることもある。海外に渡った中国人は、特に東南アジアでは、女性が配偶者の姓を法的に採ることは稀である。

### 香港
英国の影響により、香港の一部の人々の間では、女性が英語の姓を変えるという伝統が受け継がれている。あるいは、夫の中国語の姓を 公式な用途あるいは名刺において自身の姓の前に追加するが、しかし住民登録や旅行文書ではほとんど用いない。一例として林鄭月娥長官が 夫の林兆波の姓を自身の姓の前に追加している。

### イラン
1918年に姓を用いることが必須となり、このときにのみ、家の長は妻を含む家族全員の姓を決める権利があった。1925年の市民登録の法律の第四条には、「誰でも自身の姓を選ぶべきである。妻はそう呼ばれている姓を維持する。」と規定された。同じことが1928年の同法の第三条にも書かれた。1940年の市民登録の法律第38条でも大きくは変わっていない。しかし、別の条文43では「カップルが法的に別れた場合、夫が許可すれば夫の姓のままにすることは許される、そして夫が妻の姓を採用していた場合は、妻が許可すれば妻の姓のままにすることが許される」とある。最新の条文（1976年の法律第42条）では、同じことが妻の姓の変更について書かれているが、夫の姓については書かれていない。
現在では、両方の配偶者とも結婚によって姓を変えることは稀である。

### 日本
日本の法律は配偶者が異なる姓を持つことを認めないので、96%の女性は結婚して夫の姓となる。 2015年に日本の最高裁判所は名前を変更する法律について、女性は非公式には旧姓を使用できることを付記した上で違憲ではないとし、配偶者が別の名前を持つか法律を作るかどうかは国会が決めるべきことである、とした。

### 韓国（北及び大韓民国）
伝統的に、朝鮮半島の女性は結婚後も姓を維持する。子供は通常父親の姓となる。遅くとも17世紀後半までには、遺産相続や家族の中の任務については比較的男女平等になっていた。しばしば、家系図は娘とその配偶者と子孫も追跡したものとなる。厳密には、生家の姓を維持し結婚後も元の家族の一員とみなされることが女性にとっての模範だった。近代以前は、家族への帰属意識が非常に強かった。それゆえ、女性が結婚後も先祖から受け継いだものとしての姓を維持することが伝統であった。 
口語として、個人の名前は単数形であり、姓（ファミリーネーム）の音節を変えることは、他の音節と合わせたときの名前の発音が妙になる。今日でも女性は結婚後も姓を維持する。子供はどちらの親の姓でも良いが、習慣的に父親の姓を採用する。

### フィリピン
民法では結婚後に姓をどうするか、複数の選択肢がある:
- ミドルネーム（母の姓）を維持し夫の姓を旧姓に付加する（例 ''Maria Isabella Flores Garcia-Dimaculangan''/''Ma. Isabella F. Garcia-Dimaculangan''）
- 夫の姓を採用し、旧姓をミドルネームにする(''Maria Isabella Garcia Dimaculangan''/''Ma. Isabella G. Dimaculangan'')
- 夫のフルネームを採用し、その妻であることを示すように前にプレフィックスを付ける(''Mrs.''/''Ms. Dimaculangan'')[74]

2023/3/21に、代議院は女性が生まれたときの姓を維持することもできる法律を作った。フィリピンの法律は女性が結婚時に夫の姓となることを要求していない。ビジネス等において連絡先を維持するために、そうされることも普通である。
民法では、結婚して生まれた子は、母親のミドルネーム（旧姓）と父親の姓を採るとされている。例えば
''Maria Josefa Lopez Mañego-Luansing'' と ''Juan Candido Luansing'' が結婚して生まれた子供は、ミドルネーム ''Mañego'' と姓 ''Luansing'' を採用して、名が ''Juliana'' という娘であれば、 ''Juliana Mañego Luansing'' となる。
専門的な業界の結婚した女性は（例としてGloria Macapagal Arroyo, Korina Sanchez-Roxas, Vilma Santos-Recto）、旧姓と結婚後の姓とを連結して専門的なあるいは法的な用途に用いることが一般的である（例Maria Isabella Flores Garcia-Dimaculangan/Ma. Isabella F. Garcia-Dimaculangan）。この方法であれば結婚していることがわかり、仕事上の連絡に支障が出ない(例 Maria Isabella Flores Garcia/Ma. Isabella F. Garcia, as against Maria Isabella Garcia Dimaculangan/Ma. Isabella G. Dimaculangan)。
 スペインの習慣に基づく古い方式では、旧姓と新しい制の間に''de'' ("of")を入れる(例 ''Maria Isabella Garcia de Dimaculangan'' or ''Ma. Isabella G. de Dimaculangan'')。この習慣は今では一般的ではない。

### 台湾
台湾の女性は一般に結婚後も姓を維持するが、子供は父親の姓か母親の姓いずれかを受け継ぐ。しかし、配偶者の姓となることは合法である。 一部の高齢の女性は旧姓に夫の姓を添えているが、20世紀初頭で一般的であった習慣である。

### タイ
旧法により夫の姓を採った妻は、旧姓に戻すことも可能とされている。

### ベトナム
ベトナム人の文化では、女性は結婚しても姓を維持するが、子孫は父親の姓を維持する傾向がある。そうではあるが、しばしば父親の姓と母親の姓が結合される。例えば「Nguyễn Lê, Phạm Vũ, Kim Lý」のように。

## 系図
系図学者は、しばしば、ある人間が一度でも使用した姓について記録する。すなわち誕生時に得た姓、父親が不明あるいは認知前に与えられた姓、結婚時に得た姓、そして再婚のときに得た姓など。イタリアや他の欧州の国で生まれた、非嫡出子である男子は、誕生時の両親から姓を受け継がず、与えられる姓は、しばしば自然界の三王国（動植物と鉱山）から作られる。例としてミネラル(例："Pietra")、野菜("Rosa")、動物("Leoni")のようなもの、あるいは地域の習慣による、例えば"Esposito" (「見捨てられた」の意)、"Casa Grande" ("Domo Magna"を参照して、例えば''ospizio'' 捨てられた病院)などがある。